# 100 mètres haies aux championnats du monde d'athlétisme 1987
Navigation
Helsinki 1983 Tokyo 1991
L'épreuve du 100 mètres haies des championnats du monde d'athlétisme 1987 s'est déroulée les 3 et 4 septembre 1987 dans le Stade olympique de Rome, en Italie. Elle est remportée par la Bulgare Ginka Zagorcheva.

## Résultats

### Finale
| Rang               | Athlète                 | Pays                 | Temps   | Notes |
| ------------------ | ----------------------- | -------------------- | ------- | ----- |
| Médaille d'or      | Ginka Zagorcheva        | Bulgarie             | 12 s 34 | CR    |
| Médaille d'argent  | Gloria Uibel-Siebert    | Allemagne de l'Est   | 12 s 44 |       |
| Médaille de bronze | Cornelia Oschkenat      | Allemagne de l'Est   | 12 s 46 |       |
| 4                  | Yordanka Donkova        | Bulgarie             | 12 s 49 |       |
| 5                  | Anne Piquereau          | France               | 12 s 82 |       |
| 6                  | Laurence Elloy-Machabey | France               | 12 s 83 |       |
| 7                  | Claudia Zackiewicz      | Allemagne de l'Ouest | 12 s 98 |       |
| 8                  | LaVonna Martin-Floreal  | États-Unis           | 13 s 06 |       |

## Légende
Records et Performances
- AR : Record continental (area record)
- CR : Record des championnats (championship record)
- MR : Record du meeting (meet record)
- NR : Record national (national record)
- OR : Record olympique (olympic record)
- PR : Record paralympique (paralympic record)
- PB : Record personnel (personal best)
- SB : Meilleure performance personnelle de la saison (season's best)
- WL : Meilleure performance mondiale de l'année (world leader)
- WJR : Record du monde junior (world junior record)
- WR : Record du monde (world record)

Circonstances et Conditions
- DNF : N'a pas terminé (did not finish)
- DNS : N'a pas pris le départ (did not start)
- DQ : Disqualification (disqualification)
- NM : Aucun essai valable enregistré (No Mark)
- Q : Qualifié « directement » au prochain tour (ou à la prochaine compétition), lors d'une compétition majeure, grâce au classement ou à la réalisation des minima (automatic qualifier)
- q : Qualifié au prochain tour (ou à la prochaine compétition), lors d'une compétition majeure, grâce au repêchage ou à la réalisation de l'une des meilleures performances parmi celles des « non qualifiés directement » (grâce au meilleur temps ou à la meilleure distance par exemple) (secondary qualifier)